# Bombardements aériens de Mayence
Mayence a été la cible de divers bombardements aériens, surtout entre 1941 et 1945, au cours de la seconde Guerre mondiale. Les raids de la Royal Air Force (RAF) et des US Army Air Forces (USAAF) ont provoqué de nombreuses pertes humaines et des destructions importantes.

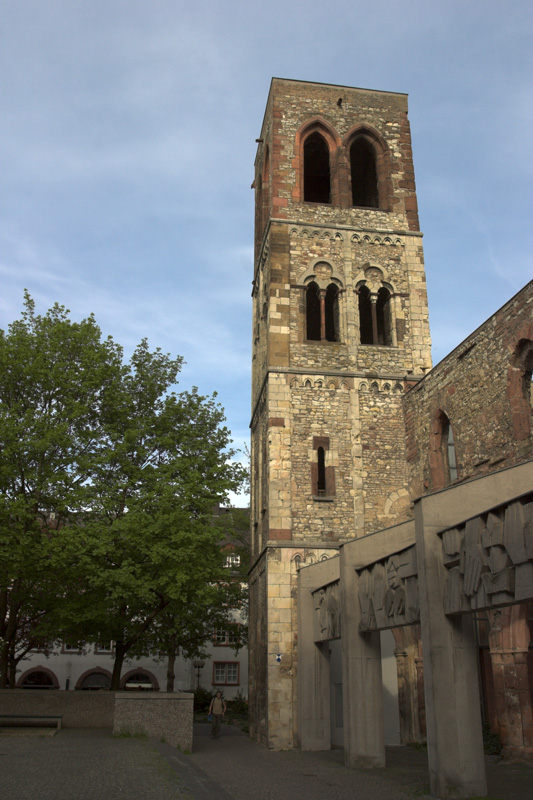
Monument de la guerre et symbole de la destruction Mayence : les ruines de l'église Saint-Christophe (Mayence)

## Précédents
Lors du blocus de Mayence (1794-1795), on employa déjà des ballons d'observation pour observer les fortifications de la ville, mais on ne pouvait envisager alors un bombardement aérien. Les canons avaient cependant déjà fait des dégâts à plusieurs reprises dans la ville, entre autres lors des divers sièges de Mayence.

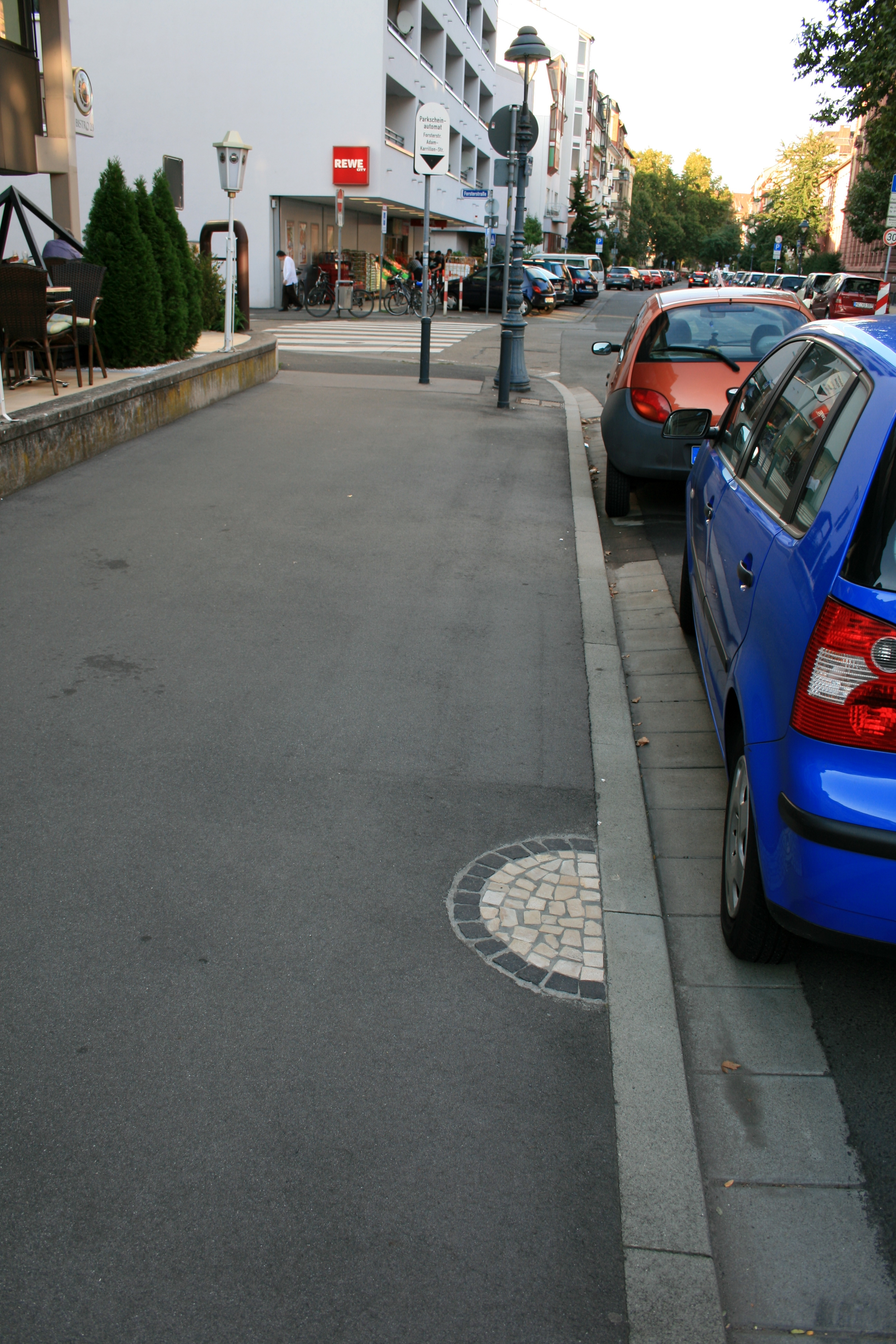
Les taches sombres semi-circulaire autour d'un pavage blanc commémorent la mort d'une femme lors d'un raid aérien en 1918

Les raids aériens au cours de la Première Guerre mondiale ont été relativement rares et pratiquement inefficaces. On note cependant à Mayence (Neustadt) le décès de onze personnes le 9 mars 1918, du fait d'une attaque aérienne britannique. Dans la Adam-Karillon-Straße, une marque au sol rappelle cet événement.

## Seconde Guerre mondiale

### Résumé des bombardements aériens notables sur la région de Mayence
- Altstadt (11-12 et 12-13 août 1942)
- Bischofsheim (9 septembre 1942, automne 1944, 13 et 27 janvier 1945, 27 février 1945)
- Ginsheim (23-24 avril 1944)
- Gonsenheim (dans la caserne Kathen : 19 octobre 1944)
- Gustavsburg (surtout les 9, 15 septembre 1944 et 27 février 1945)
- Cassel (spécialement le 8 septembre 1944)
- Kostheim (automne 1944)
- Neustadt (11-12 et 12-13 août 1942, 20 décembre 1943, automne 1944, 1er et 27 février 1945)
- Weisenau (surtout le 19 octobre 1944, 1er et 27 février 1945)

### 1939-1941
Au début de la seconde Guerre mondiale, les deux premières années sont jalonnées de raids de petite envergure de la RAF. La première attaque aérienne majeure par la RAF a lieu le 13 septembre 1941 : c'était Francfort qui était visée, mais la Gare centrale de Mayence a été touchée et 22 personnes ont été tuées.

### 1942-1943
Jusqu'en août 1942, on en reste à de petits raids, mais à la suite de la Directive sur le bombardement de zone du 14 février 1942, 158 bombardiers de la RAF décollent le 11 août 1942 de Grande-Bretagne pour une attaque à grande échelle sur Mayence et, dans la nuit, lancent environ 200 tonnes de bombes, dont des bombes au phosphore. La nuit suivante, 133 bombardiers mènent une attaque similaire, larguant environ 180 tonnes de bombes. Les bombes ont touché essentiellement la vieille ville (Mainz-Altstadt) et la cathédrale, mais quelques parties de Mainz-Neustadt et de Mombach ont été incendiées. L’église Saint-Nicolas (de), du quartier de Mombach, a été la proie des bombes incendiaires, y compris son clocher ; l’église Saint-Étienne a été gravement endommagée, l’église Saint-Jean et l'Hôtel de Bassenheim complètement brûlés, l'Hospice n'est plus qu'une ruine. L'ensemble de l'hôtel d'Eltz et l'atelier dépôt de machines et de matériaux de construction ont été endommagés. Des centaines de personnes sont mortes dans l'incendie. Le centre-ville reste cependant habitable. Ensuite, le 9 septembre 1942, les bombardiers alliés ont frappé Bischofsheim.
En 1943, on ne recense qu'une seule attaque, le 20 décembre, qui a frappé le centre-ville.

### 1944
L'intensité de la guerre aérienne a augmenté au cours de l'année 1944. Dans la nuit du 23 au 24 avril, les bombardements provoquent des incendies dans certaines parties de Ginsheim ; en particulier, l'église protestante a brûlé. À l'automne, les raids se multiplient sur la ville. Le 8 septembre, Cassel a été durement touché, ainsi que Kostheim ; le 8 également, mais aussi le 15 septembre, Gustavsburg. Le 19 octobre c'est le tour de Weisenau ; le même jour, la caserne Kathen de Gonsenheim a été détruite par les bombardements et l'incendie qui s'est ensuivi. Tout au long de l'automne, les alertes aériennes sont incessantes en raison du passage des bombardiers. Le 18 décembre 1944 enfin, ce sont les chemins de fer que ciblent les attaquants : l'USAAF a envoyé 157 quadrimoteurs B-17 de la 8th Air Force en plusieurs vagues de 13h45 à 13h59 pour larguer un total de 430,7 t de bombes explosives de 8000 m de haut. 89 personnes ont été tuées.

### Janvier 1945
Les 13 et 27 janvier la 8th US Air Force bombarde les installations ferroviaires de Bischofsheim et Gustavsburg. Le 1er février, une attaque à grande échelle de la RAF était prévue sur Mayence, mais les bombes ont raté leurs cibles et ont frappé surtout Weisenau ; on peut cependant mentionner la destruction de la Christuskirche protestante du fait des bombes incendiaires.

### Raid du 27 février 1945

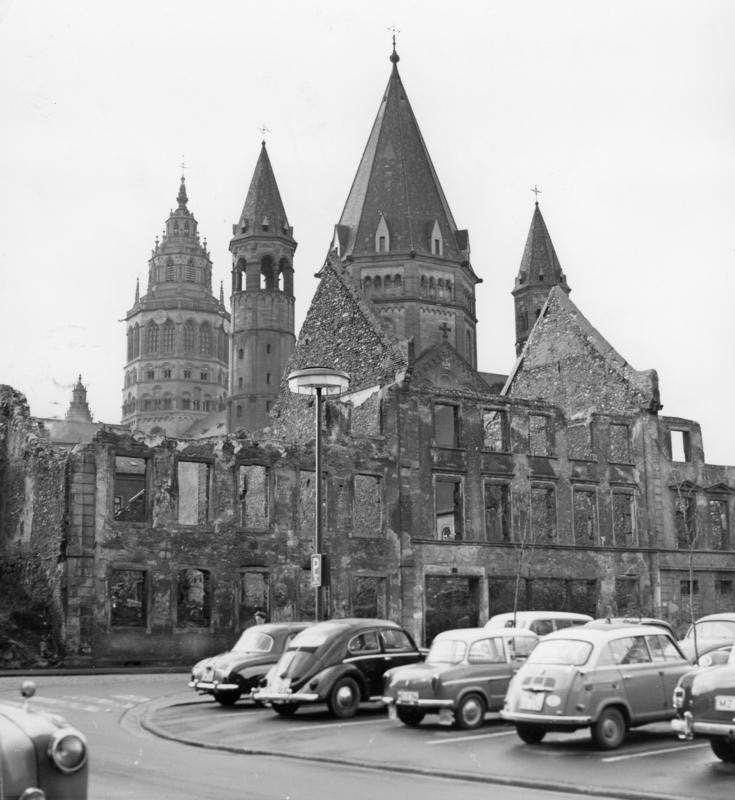
Les ruines de la cathédrale encore telles en 1961

Le 27 février 1945, la RAF envoie 435 bombardiers pour attaquer la ville. Entre 16h29 et 16h45, ce sont 1500 tonnes de bombes qui ont été larguées principalement sur Neustadt. Les églises Saint-Joseph et Saint-Boniface (de) ont été détruites. En revanche, la vieille ville (Altstadt), bombardée en 1942, n'a pas été touchée cette fois. Pourtant, à la suite du bombardement, un fort incendie étend largement les ravages. Weisenau, Gustavsburg et Bischofsheim sont durement touchés aussi. Selon les rapports de témoins oculaires le feu s'est étendu jusqu'au delà de Gonsenheim. Le nombre de morts, environ 1209, est relativement faible par rapport à d'autres villes bombardées. Certains d'entre eux ont été enterrés dans le cimetière de la forêt à Mombach. Ironiquement, les installations ferroviaires, le véritable objectif de la RAF, sont restées intactes : la circulation reprend trois jours après l'attaque.

### Entrée des Américains et occupation française
Le 22 mars 1945, c'est la fin de la guerre pour Mayence, détruite à 80 %. Les unités de la Wehrmacht et des Volkssturm se retirent de l'autre côté du Rhin ou capitulent devant la 3e Armée (américaine) du général George S. Patton. Jusqu'en juillet 1945, Mayence sera sous contrôle américain, avant de passer à l'administration française.

## Reconstructions après la guerre
La reconstruction d'après-guerre a été lente. Alors que des villes comme Francfort ont été largement reconstruites, les initiatives ont été moins bien coordonnées à Mayence. C'était en partie parce que les Français voulaient faire de Mayence un modèle de la reconstruction (voir par exemple les projets de l'urbaniste Marcel Lods), alors que la population locale désirait d'abord la reconstruction de logements. Malgré l'échec du projet de ville-modèle, on note certaines initiatives des Français (Fondation de l'Université de Mayence, l'enquête sur Mayence comme capitale de l'État de Rhénanie-Palatinat en 1950, et la reprise rapide du Carnaval de Mayence). C'est enfin le plan d'Ernst May en 1958 qui a favorisé une reconstruction plus réglementée. Pour son deuxième millénaire en 1962, la ville était largement reconstruite, même si jusqu'en 1970, on pouvait encore remarquer ici ou là des tas de décombres.

## Source de la traduction
- (de) Cet article est partiellement ou en totalité issu de l’article de Wikipédia en allemand intitulé « Luftangriffe auf Mainz » (voir la liste des auteurs).